# Wolf Brother
울프 브라더(Wolf Brother)는 미쉘 페이버(Michelle Paver)의 시리즈 고대 어둠의 크로니클(Chronicles of Ancient Darkness,국내 번역이름은 고대  소년 토락의 모험)의 첫 책이다. 시리즈에는 총 여섯 권이 있고, 1권인 Wolf Brother부터 차례대로 Spirit Walker 울프 브라더(Wolf Brother)는 미쉘 페이버(Michelle Paver)의 시리즈 고대 어둠의 크로니클(Chronicles of Ancient Darkness,국내 번역이름은 고대  소년 토락의 모험)의 첫 책이다. 시리즈에는 총 여섯 권이 있고, 1권인 Wolf Brother부터 차례대로 Spirit Walker(국내 번역명 영혼을 넘나드는 소년), Soul Eater(울프 브라더(Wolf Brother)는 미쉘 페이버(Michelle Paver)의 시리즈 고대 어둠의 크로니클(Chronicles of Ancient Darkness,국내 번역이름은 고대  소년 토락의 모험)의 첫 책이다. 시리즈에는 총 여섯 권이 있고, 1권인 Wolf Brother부터 차례대로 Spirit Walker(국내 번역명 울프 브라더(Wolf Brother)는 미쉘 페이버(Michelle Paver)의 시리즈 고대 어둠의 크로니클(Chronicles of Ancient Darkness,국내 번역이름은 고대  소년 토락의 모험)의 첫 책이다. 시리즈에는 총 여섯 권이 있고, 1권인 Wolf Brother부터 차례대로 Spirit Walker(국내 번역명 영혼을 넘나드는 소년), Soul Eater(국내 번역명은 영혼을 먹는자들), Out Cast(번역이 되지 않았다), Oath Breaker(번역이 되지 않았다), Ghost Hunter(번역이 되지 않았다)이다.

## 배경
6000년 전 신석기 시대를 배경으로 하고 있다. 울프 브라더의 공간적 배경은 Geof Taylor가 그린 가상의 숲의 지도에 근거한다. 서쪽의 바다와 동쪽의 산간지대 사이에 있는 숲에서 울프 브라더의 주된 활동이 일어나고, 북쪽의 높은 산간지대에도 간다.
이 세계에는 정령(spirit)이라는 존재들이 나무, 강 등 자연의 거의 모든 사물에 깃든다. 그리고 높은 산에 산다고 전해지는 가장 강력하고 절대적인 정령이 세상의 정령(World Spirit)이다.
이 시대의 사람들은 부족을 이루고 있다. 토테미즘에 근거하여 각 부족마다 하나의 동물을 수호동물로 지정하고 신성시한다. 부족을 이끄는 족장과 주술적 지주인 메이지(mage)가 부족 안에서 가장 권위 있는 두 사람이다

## 등장인물
- 토락 Torak: 이 소설의 주인공이다. 소설의 시작에서는 12살이며, 다른 사람들과 달리 부족에서 자라지 않고 아버지와 둘이서만 지냈다. 어째서인지 늑대의 말을 알아들을 수 있다. 그의 출생에 대한 의문이 많다.
- 울프 Wolf: 홍수에 떠내려간 늑대무리 중 유일하게 생존한 새끼 늑대. 소설이 진행 됨에 따라 빠르게 성장한다.
- 렌 Renn: 까마귀부족 족장의 조카이며 까마귀 메이지의 암묵적인 제자이다. 주인공 토락과 동갑인 소녀. 활을 잘 쏘며 주술에도 능하다. 적극적으로 토락을 도와준다.
- 핀-케딘 Fin-Kedinn: 까마귀부족의 족장이다. 토락의 아버지와 아는 사이였지만 많은 말을 해주지 않고 토락을 시험한다.
- 호드 Hord: 렌의 오빠. 힘을 과시하기를 좋아한다. 악령 곰을 잡는 것에 대한 집착을 보인다.
- 영혼을 먹는자들 The Soul Eaters: 처음에는 치료를 목적으로 모였던 각기 다른 부족의 메이지들이었지만 시간이 지나 힘을 갈구하면서 타락하고 공포의 대상이 되었다.

## 줄거리
토락(Torak)은 부족에서 자라지 않고 자신의 아버지와 단 둘이서 숲에서 지내왔다. 그가 12살이 된 여름, 숲에 나타난 악령이 쓰인 곰이 나타나 토락의 아버지를 살해한다. 아버지의 유언에 따라 토락은 악령 곰을 퇴치하기로 맹세한다. 처음으로 혼자서 숲에서 지내던 중 토락은 혼자 남은 새끼 늑대 울프Wolf를 발견하고, 자신이 울프의 말을 알아들을 수 있다는 것을 발견한다. 울프가 아버지가 예언했던 안내자(guide)일지도 모른다는 생각에 함께하게 된다. 그러던 중 토락은 까마귀 부족을 만나고 악령 곰을 물리치고 공포의 영혼을 먹는자들(The Soul Eaters)을 물리칠 사람인 듣는 자(listener)이라는 예언을 받는다. 까마귀 부족의 당돌한 아가씨 렌(Renn)의 도움을 받아 세상의 정령(World Spirit)에게 악령 곰을 물리쳐 달라고 부탁하러 간다. 부탁을 하기 위한 제물로 나누악(Nanuak)이라는 세 가지 물건을 찾아서 세상의 정령이 살고 있는 산으로 가지만, 까마귀 부족의 호드(Hord)가 그 뒤를 쫓는다. 악령 곰을 물리치는 것은 자신이어야 한다고 주장하다가 호드는 세상의 정령이 보낸 눈사태에 휩쓸려 악령 곰과 함께 죽고, 울프는 산의 새 늑대무리와 합류하며 토락은 렌과 함께 까마귀 부족으로 돌아간다.

## 국내 번역
늑대 형제라는 제목으로 같은 시리즈의 다른 책들과 함께 서울문화사에서 번역하여  2책으로 나누어 출판하였다.. 

## 오디오북
이언 매켈런이 오디오북 작업을 하였다.